# Pablo Aguilar
Pablo César Aguilar (Luque, 2 april 1987) is een Paraguayaans voetballer die bij voorkeur als centrale verdediger speelt. Hij tekende in december 2013 bij Club América en stapte in 2018 over naar Cruz Azul. In 2007 debuteerde hij voor Paraguay.

## Clubcarrière
Aguilar won in 2007 met Sportivo Luqueño de Liga Paraguaya. In 2008 trok hij naar het Argentijnse CA Colón. Eén jaar later maakte hij de overstap naar het Mexicaanse Club San Luis. Die club leende hem uit aan Arsenal de Sarandí, zijn ex-club Sportivo Luqueño en aan Club Tijuana. Op 18 december 2013 maakte Club América via Twitter de komst van Aguilar bekend. Op 23 februari 2014 debuteerde hij voor zijn nieuwe club tegen Pumas UNAM. Op 16 maart 2014 maakte de Paraguayaans international zijn eerste competitietreffer voor América tegen Jaguares de Chiapas.

## Interlandcarrière
In 2007 maakte Aguilar zijn opwachting voor Paraguay. Op 17 oktober 2012 maakte hij zijn eerste interlandtreffer in de WK-kwalificatiewedstrijd tegen Peru, het enige doelpunt van de wedstrijd. Eén maand later was Aguilar opnieuw trefzeker in een oefeninterland tegen Guatemala. Op 7 februari 2013 maakte hij zijn derde interlanddoelpunt in het vriendschappelijke treffen met El Salvador.
| 1 | 16 oktober 2012  | Paraguay – Peru        | 1 – 0 | 1 – 0 | WK-kwalificatie   |
| 2 | 14 november 2012 | Paraguay – Guatemala   | 2 – 0 | 3 – 1 | Vriendschappelijk |
| 3 | 14 november 2012 | Paraguay – Guatemala   | 3 – 1 | 3 – 1 | Vriendschappelijk |
| 4 | 6 februari 2013  | Paraguay – El Salvador | 1 – 0 | 3 – 0 | Vriendschappelijk |